# Југ (САД)
Југ (енгл. the South) је регион у САД.

## Државе југа
- Алабама
- Арканзас
- Вирџинија
- Џорџија
- Кентаки
- Луизијана
- Мисисипи
- Северна Каролина
- Тенеси
- Флорида
- Јужна Каролина
- Тексас
- Оклахома
- Мериленд
- Делавер
- Западна Вирџинија